# Batería de San Felipe
La Batería de San Felipe es una antigua batería artillada a la que se accede desde la Calle de San Juan en el Primer Recinto Fortificado de Melilla la Vieja, en Melilla y forma parte del Conjunto Histórico Artístico de la Ciudad de Melilla, un Bien de Interés Cultural.

## Historia
Fue construida entre 1794 y 1796, debido al mal estado que presentaba la muralla anterior.

## Descripción
Está edificada en piedra para los muros y ladrillo macizo para las aberturas, puertas, ventanas y cañoneras, seis que apuntan hacia la Avenida General Macías, el antiguo Puerto de Melilla, aunque se han perdido sus baquetones .